# Sikfors
Sikfors è una località (småort in svedese) del comune di Piteå (contea di Norrbotten, Svezia).
Nel 2005 la popolazione era di 211 abitanti.